# Ubaldo Pagano
Ubaldo Pagano (Bari, 16 maggio 1979) è un politico italiano.

## Biografia
Nato il 16 maggio 1979 a Bari, dov'è tutt'oggi residente, cresce a Castellana Grotte (BA), sposato e padre di tre figlie, consegue una laurea in giurisprudenza e poco dopo da inizio alla carriera da avvocato civilista.

### Attività politica
Sin da giovane si è sempre dedicato nella politica giovanile, aderendo prima a La Margherita di Francesco Rutelli e poi nel 2007 al neonato Partito Democratico (PD).
Nel 2013 viene eletto segretario provinciale del Partito Democratico della provincia di Bari e viene riconfermato nello stesso ruolo nel 2016.
Alle elezioni politiche del 2018 viene candidato alla Camera dei deputati, tra le liste del PD nel collegio plurinominale Puglia - 03, risultando eletto deputato. Nel corso della XVIII legislatura è stato membro e capogruppo per il PD nella 5ª Commissione Bilancio, tesoro e programmazione, oltreché componente della 12ª Commissione Affari sociali, della Commissione parlamentare d'inchiesta sul sistema bancario e finanziario e della Commissione parlamentare per l'infanzia e l'adolescenza.
Alle elezioni politiche anticipate del 2022 viene ricandidato alla Camera dei deputati, per la lista elettorale Partito Democratico - Italia Democratica e Progressista come capolista nel collegio plurinominale Puglia - 03, venendo rieletto deputato. Nella XIX legislatura è componente della 5ª Commissione Bilancio, tesoro e programmazione.